# Bulunkul
Bulunkul (tadż. Булункӯл) – jezioro w Tadżykistanie, w Górskim Badachszanie, położone w Pamirze. 
Bulunkul leży na wysokości 3734 m n.p.m., a jego powierzchnia wynosi 3,4 km². BirdLife International uznaje obszar Bulunkul, wraz z jeziorem Jaszilkul, za ostoję ptaków IBA.
W pobliżu jeziora znajduje się miejscowość o tej samej nazwie.

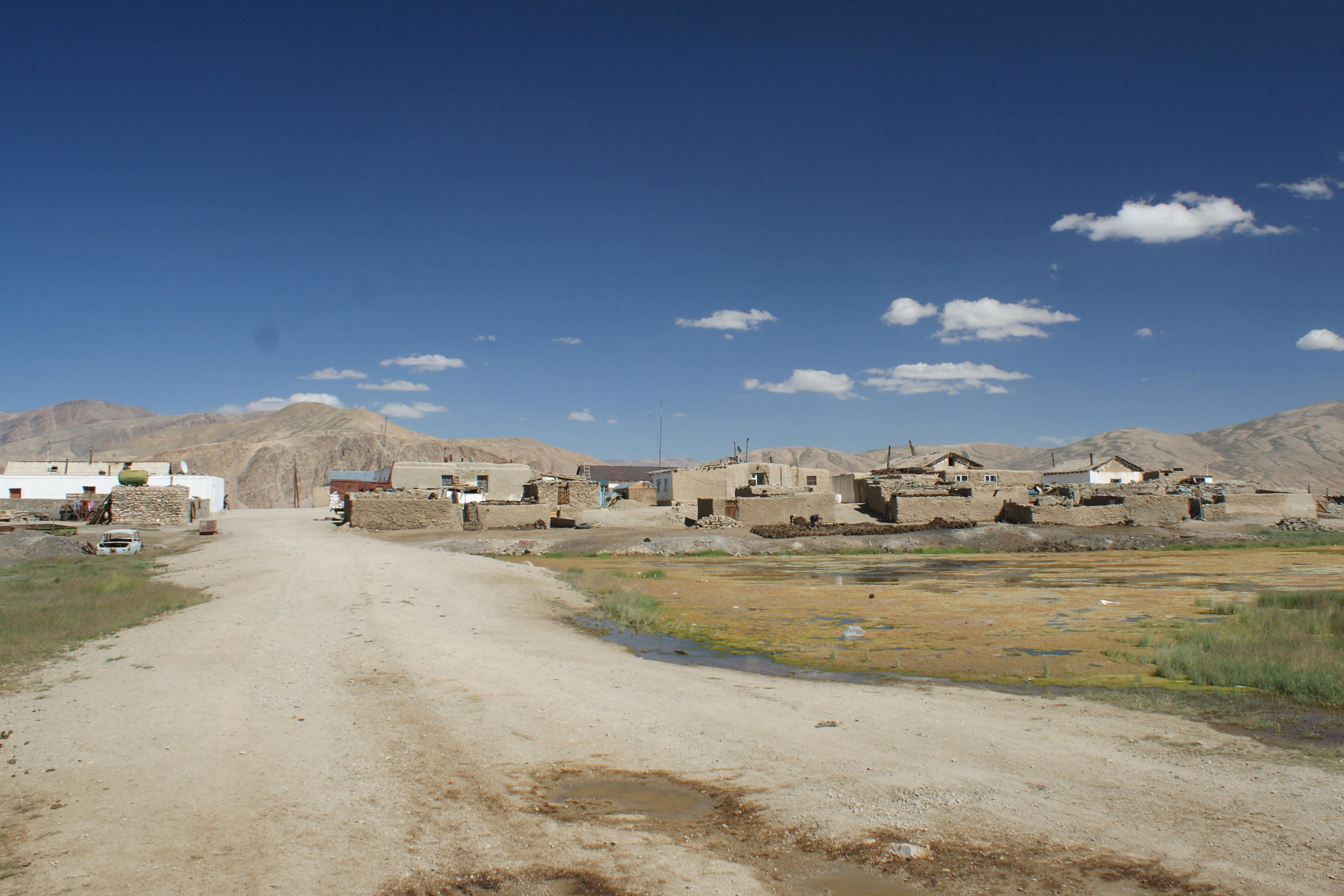
Wieś Bulunkul